# Batalla de Numistro
La batalla de Numistro va ser un conflicte militar que va tenir lloc l'any 207 aC en el marc de la Segona Guerra Púnica entre Cartago i la República Romana. Les forces romanes comandades per Marc Claudi Marcel es van enfrontar a Hanníbal en una batalla de resultat indecís als voltants de la ciutat de Numistro.

## Preludi
Després de la Segona Batalla d'Herdonea, un cop Hanníbal va haver derrotat les legions de Gneu Fulvi Centumal i hagués ordenat l'incendi de la ciutat d'Herdonea perquè desconfiava de la seva lleialtat, el gran general cartaginès es desplaçà cap a la ciutat de Numistro i va acampar en un petit turó fàcilment defensable, ja que dominava l'esplanada que el rodejava.
La seva situació havia variat molt en els darrers temps, ja que, malgrat no havia estat mai derrotat per cap exèrcit romà, moltes de les ciutats llatines que en un principi s'havien aliat amb ell, ara havien tornat a canviar de bàndol.
El cònsol romà Marc Claudi Marcel, al capdavant de les legions XXV i XXVI, decidit a venjar la destrucció d'Herdonea, va perseguir al cartaginès i un cop localitzat a Numistro, li va presentar batalla.

## La batalla
Claudi Marcel va situar les seves tropes en una formació estreta, amb una legió rere l'altre, protegits als flancs pel terreny escarpat. Hanníbal va acceptar la batalla i ambdues forces es van enfrontar durant tot el dia, amb resultat indecís i un similar nombre de baixes en els dos exèrcits. Frontí dona una clara victòria als romans.
Hanníbal, conscient que això el perjudicava doncs hi havia altres exèrcits romans a la regió, va ordenar la retirada amb Claudi Marcel seguint-lo de ben a prop.

## Fets posteriors
Claudi Marcel va perseguir implacablement a Hanníbal durant la seva fugida a través de tota la regió, escapant de tots els paranys i emboscades que li parava el cartaginès. Per molts estudiosos, aquesta va ser la campanya més brillant de Marc Claudi Marcel, que malgrat tot, l'any següent seria derrotat per Hanníbal vora de Canusium i només un any després (206 aC) seria mort per un destacament númida durant una emboscada a Bàntia.